# Imre Farkas
Imre Farkas   (Budapest, 23 de juny de 1935 - Budapest, 10 d'agost de 2020) fou un piragüista en aigües tranquil·les hongarès que va competir durant la dècada de 1950.
El 1956 va prendre part en els Jocs Olímpics d'Estiu de Melbourne, on guanyà la medalla de bronze en la prova del C-2, 10.000 metres del programa de piragüisme. Formà parella amb József Hunics. Quatre anys més tard, als Jocs de Roma, guanyà la medalla de bronze en la prova del C-2, 1.000 metres. En aquesta ocasió formà parella amb András Törő.
En el seu palmarès també destaca una medalla de bronze al Campionat d'Europa de piragüisme 1957.
Problemes cardíacs van provocar la seva prematura retirada a la fi dels Jocs de 1960. Una vegada retirat va destacar com a poeta i pintor.